# Ranzania japońska
Ranzania japońska (Ranzania japonica) – gatunek byliny z monotypowego rodzaju ranzania Ranzania. Występuje w górskich lasach na wyspie Honsiu w Japonii.

## Morfologia

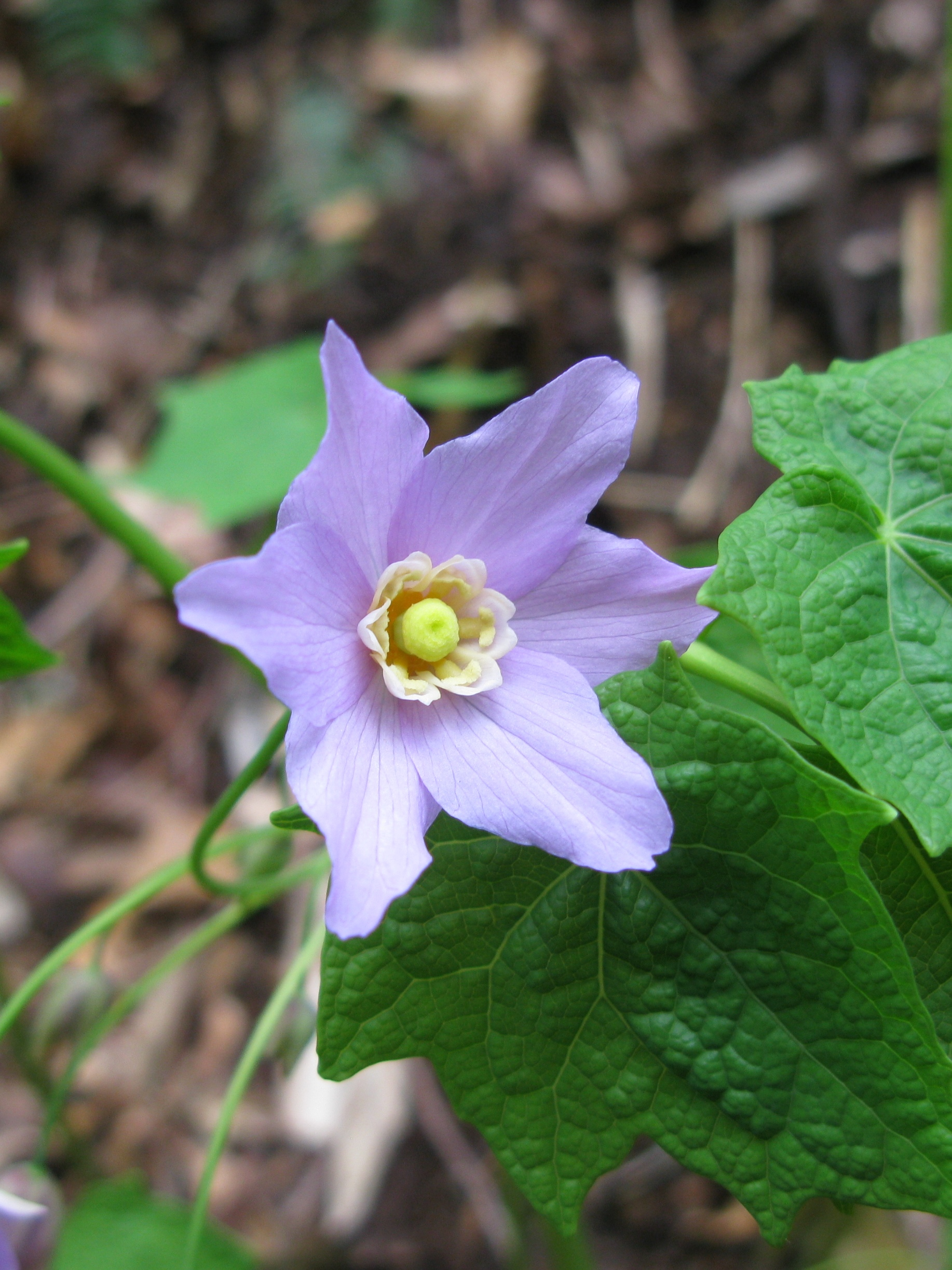
Kwiat

PokrójRoślina kłączowa, naga, sina z pojedynczym pędem nadziemnym.
LiścieDwa, trójlistkowe.
KwiatyW niewielkich, szczytowych skupieniach, zwisające. Kwiatostany wsparte są trzema, odpadającymi podsadkami. Listki zewnętrznego okółka okwiatu w liczbie 9–12, czerwone. Sześć prątniczków zmodyfikowanych i pełniących funkcję miodników. Pręcików sześć. Słupek pojedynczy, zawiera 20–30 zalążków.
OwoceJagody.

## Systematyka
Pozycja systematyczna według APweb (aktualizowany system APG IV z 2016)
Rodzaj należy do podrodziny Berberidoideae, rodziny berberysowatych (Berberidaceae) zaliczanej do jaskrowców (Ranunculales).
Pozycja w systemie Takhtajana (1997, 2009)
W systemie Armena Tachtadżiana zarówno z 1997, jak i z 2009, rodzaj wyodrębniany był w monotypową rodzinę Ranzaniaceae z rzędu berberysowców Berberidales.